# Amsterdam/IKON
Het arrest Amsterdam/IKON (ook bekend als het IKON-arrest) (HR 27 maart 1987, AB 1987, 273) is een arrest van de Nederlandse Hoge Raad over de toepasselijkheid van algemene beginselen van behoorlijk bestuur bij privaatrechtelijk optreden van bestuursorganen. De Hoge Raad concludeerde dat de algemene beginselen van behoorlijk bestuur ook van toepassing zijn als de overheid als private actor optreedt.

## Casus
Ikon Beleidsconsulenten B.V. had een pand gekocht in Amsterdam met als doel het om te bouwen tot kantoor. In de erfpachtovereenkomst tussen de gemeente en Ikon was echter bepaald dat het pand niet voor een ander doel dan een woonhuis gebruikt mocht worden, zonder voorafgaande toestemming van de gemeente.
Ikon had echter zonder toestemming het pand in gebruik genomen als kantoor. Als reactie hierop ging Amsterdam naar de rechter om Ikon te verbieden het pand langer als kantoor te gebruiken. Ikon verweerde zich hiertegen met een beroep op het gelijkheidsbeginsel, een van de algemene beginselen van behoorlijk bestuur. Volgens Ikon zou de gemeente immers in vergelijkbare gevallen geen bezwaar gemaakt hebben tegen het gebruik als kantoor.

## Rechtsvraag
Geldt de AwB ook voor privaatrechtelijke handelingen van een bestuursorgaan (Ja)

## Procesgang
De vordering van de gemeente werd door de rechtbank toegewezen. Ikon ging tegen het vonnis in hoger beroep. Het hof vernietigde het vonnis van de rechtbank en wees de vordering van de gemeente af. De gemeente stelde cassatie in tegen het arrest.

## Beoordeling door de Hoge Raad
De Hoge Raad bevestigt in cassatie onomwonden dat de algemene beginselen van behoorlijk bestuur ook van toepassing zijn op de private rechtshandelingen van een overheidslichaam:

3.3 (...) Een overheidslichaam behoort bij het uitoefenen van zijn bevoegdheden uit een erfpachtsverhouding de algemene beginselen van behoorlijk bestuur en derhalve ook het gelijkheidsbeginsel als een van die beginselen — in acht te nemen.

## Codificatie
Met de invoering van boek 3 van het nieuwe burgerlijk wetboek in 1992 is het uitgangspunt van de Hoge Raad gecodificeerd in artikel 3:14 BW.